# Gobulus crescentalis
Gobulus crescentalis är en fiskart som först beskrevs av Gilbert 1892.  Gobulus crescentalis ingår i släktet Gobulus och familjen smörbultsfiskar. IUCN kategoriserar arten globalt som livskraftig. Inga underarter finns listade i Catalogue of Life.